# Karangrena
Karangrena is een bestuurslaag in het regentschap Cilacap van de provincie Midden-Java, Indonesië. Karangrena telt 4848 inwoners (volkstelling 2010).